# LOVE SONG (玉置浩二の曲)
「LOVE SONG」（ラブ・ソング）は、日本のシンガーソングライターである玉置浩二の楽曲。
1994年11月11日にSony Recordsから8作目のシングルとしてリリースされた。前作「元気な町」（1993年）よりおよそ1年3か月ぶりとなるシングルであり、作詞は玉置および田村コウ、作曲は玉置が担当している。
シンプルな愛の言葉にサックスの音色が挿入される物悲しい楽曲であり、4枚目のアルバム『LOVE SONG BLUE』（1994年）からの先行シングルとしてリリースされた。本作は日本テレビ系テレビドラマ『おれはO型・牡羊座』（1994年）の主題歌として使用され、オリコンシングルチャートにおいて最高位35位となった。

## リリース、メディアでの使用、チャート成績
本作は1994年11月11日にSony Recordsより8センチCDとしてリリースされ、日本テレビ系テレビドラマ『おれはO型・牡羊座』（1994年）の主題歌として使用された。カップリング曲の「星になりたい」も同ドラマの挿入歌として使用されたほか、本作が収録されたアルバム『LOVE SONG BLUE』（1994年）の最終曲として使用されている。
ベスト・アルバム『ALL TIME BEST』（2017年）の楽曲解説では、歌詞について「シンプルだが強い意志を持った愛の言葉」と表現した上で、サックスの音色が物悲しく挿入されることで「より感動的に伝えてくれる」と表記している。
本作はオリコンシングルチャートにて最高位35位の登場週数6回となり、売り上げ枚数は4.4万枚となった。本作の売り上げ枚数は玉置のシングル売上ランキングにおいて10位となった。2022年に実施されたねとらぼ調査隊による玉置のシングル曲人気ランキングでは11位となった。

## ライブ・パフォーマンス
1994年11月21日放送のフジテレビ系音楽番組『HEY!HEY!HEY! MUSIC CHAMP』（1994年 - 2012年）に出演した際は、本作のほかに安全地帯の楽曲である「ワインレッドの心」（1983年）、「恋の予感」（1984年）、「悲しみにさよなら」（1985年）をメドレー形式で演奏、さらにギター1本による弾き語りで「じれったい」（1987年）が披露された。

## カバー
- 張智霖（英語版） - 広東語バージョン、「多一些可以麼」のタイトルでアルバム『多謝關心』（1995年）に収録。
- モン・ティンウェイ（孟庭葦） - 北京語バージョン、「情願一個人」のタイトルでアルバム『真的還是假的』（1995年）に収録。

## シングル収録曲
| 全作曲: 玉置浩二。 |                                     |                    |            |                |      |
| #                  | タイトル                            | 作詞               | 作曲・編曲 | 編曲           | 時間 |
| 1.                 | 「LOVE SONG」                       | 玉置浩二、田村コウ | 玉置浩二   | 玉置浩二       | 5:41 |
| 2.                 | 「星になりたい」                    | 玉置浩二           | 玉置浩二   | 玉置浩二、星勝 | 4:56 |
| 3.                 | 「LOVE SONG」(オリジナル・カラオケ) |                    | 玉置浩二   | 玉置浩二       | 5:41 |
| 合計時間:          | 合計時間:                           | 合計時間:          | 合計時間:  | 16:18          |      |

## リリース履歴
| No. | 日付           | レーベル                       | 規格                   | 規格品番  | 最高順位 | 備考 |
| --- | -------------- | ------------------------------ | ---------------------- | --------- | -------- | ---- |
| 1   | 1994年11月11日 | Sony Records                   | 8センチCD              | SRDL-3939 | 35位     |      |
| 2   | 2013年11月27日 | ソニー・ミュージックダイレクト | デジタル・ダウンロード | -         | -        |      |

## 収録アルバム
「LOVE SONG」
- 『LOVE SONG BLUE』（1994年）
- 『ALL TIME BEST』（2017年）

「星になりたい」
- 『LOVE SONG BLUE』（1994年）
- 『田園 KOJI TAMAKI BEST』（1998年）